# 约特干遗址
约特干遗址，位于中华人民共和国新疆维吾尔自治区和田地区和田县巴格其镇艾拉曼村境内的一处古代遗址，曾是古代于阗地区重要聚落，学界认为可能是于阗国国都所在。

## 语义
据新疆和田地区文物考古专家李吟屏介绍，约特干（維吾爾語：يوتقان‎，拉丁维文：Yotqan），又译岳特竿、姚头岗等，对其语义有三种解释：一、雅特干（維吾爾語：ياتقان‎，拉丁维文：Yatqan）之转音，雅特干意为“躺着”，因此地麻扎中葬有圣人，故名之。二、为“被子”之意，因厚厚的泥土像被子一样覆盖着古迹。三、约儿特汗之转音，约儿特（維吾爾語：يۇرتى‎，拉丁维文：Yurti）意为故园、故乡，汗意为王，意即王者之乡，第三种解释传自耆老。

## 地理位置
约特干遗址位于艾拉曼村境内，地处和田市区以西11公里处，北为海力其崖，东为阿拉勒巴村和亚兰干村，平均海拔1362米。约特干遗址的总面积约为10平方公里，其中约0.3平方公里、低于地表约8米的沼泽洼地被纳入保护范围。

## 发掘
约特干遗址的地面并无古建筑痕迹，历代出土的文物均来自地表5米以下、厚达3米左右的文化层，文化层上方被灌溉淤土所掩压。据记载，至少在公元7世纪便有人开始在约特干遗址挖宝。叶尔羌汗国时期，统治南疆的米尔扎·阿巴伯克（约公元1464-1511年）在约特干挖出27个装有砂金的大瓮。1866年，喀拉喀什河水被引到约特干灌溉土地，遗址处的沙质土被河水冲出许多深沟，底下的文化层暴露。当时和阗被阿古柏势力统治，当地统治者尼牙孜伯克得知消息后，立刻派大量劳工到约特干挖宝，其后富豪、官吏、穷人，甚至外国人都纷纷到约特干挖金寻宝。
1892年，法国杜特雷依考察团成员格伦纳从约特干搜集了一批陶俑、玻璃品、陶器和白玉等物带往国外，并倡言此地为古于阗国都。随着格伦纳这批文物在欧洲的亮相，更多的欧洲人开始关注这个遗址。1896年，瑞典人斯文·赫定从约特干得到532件文物，其中包括基督教金币、十字架和一块金牌。1900年和1906年，英国考古学家斯坦因两次到约特干遗址考察，认定该遗址为古于阗国国都，并搜集带走了大量文物，有陶塑、铜像、印章、玉块、五铢钱、开元通宝等数百件。外国人对约特干文物的收购进一步刺激了当地的挖宝活动。和阗道一陈姓官员曾派人在约特干深挖80亩，盗走大量文物，由于过程秘不示人，仅知有一张镀金床。1933年，墨玉的穆罕默德·伊敏大毛拉曾派人到约特干深挖4亩，挖出一座房屋遗址，并获得一口大瓮，瓮中是否装有其他文物已不得而知。约特干的挖宝活动一直持续到1950年代才渐渐沉寂下来。
1950年代，考古工作者曾对约特干遗址进行多次考察，出土文物经分析认为属于汉至宋代，大部分为汉至唐代于阗古国的陶塑艺术作品，还有陶器、古钱、玻璃品、珠子、金质铸像、金片、画押、玉块等。1959年，约特干遗址出土一件工艺精湛的金质鸭子。

## 保护
1957年1月4日，约特干遗址被新疆维吾尔自治区人民政府列为第一批自治区级重点文物保护单位。2012年3月22日，新疆维吾尔自治区人民政府办公厅公布新疆维吾尔自治区区级重点文物保护单位第一批保护范围、建设控制地带信息，约特干遗址的依照“和县政发【2011】47号”文件确定其位置为巴格其镇艾拉曼村约特干洼地，保护范围面积150000平方米，建设控制地带西北坐标为东经79°49′18.70″，北纬37°06′56.2″，东北坐标为东经79°49′33.50″，北纬37°07′05.00″，西南坐标为东经79°49′24.10″，北纬37°06′42.90″，东南坐标为东经79°49′50.70″，北纬37°06′42.90″。

## 收藏
约特干遗址早期出土的文物除了很多已经散轶不知去向，还有很多被收藏在外国的各个博物馆，如英国伦敦的大英博物馆、俄罗斯圣彼得堡的埃尔米塔日博物馆、日本的东京国立博物馆等。1950年代后经考古发掘出土的则多藏于和田地区博物馆。

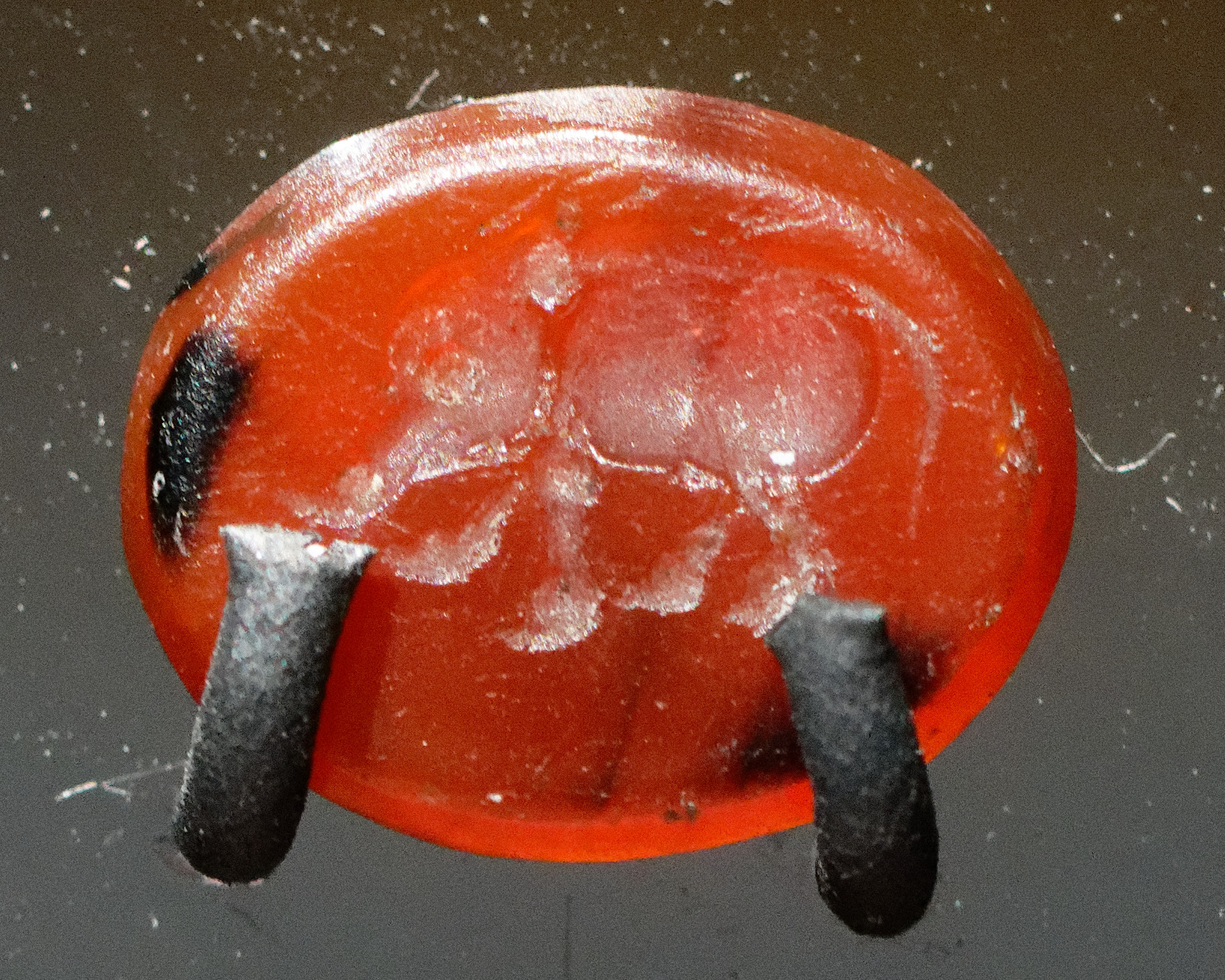
大英博物馆展出的红玉髓大象印章
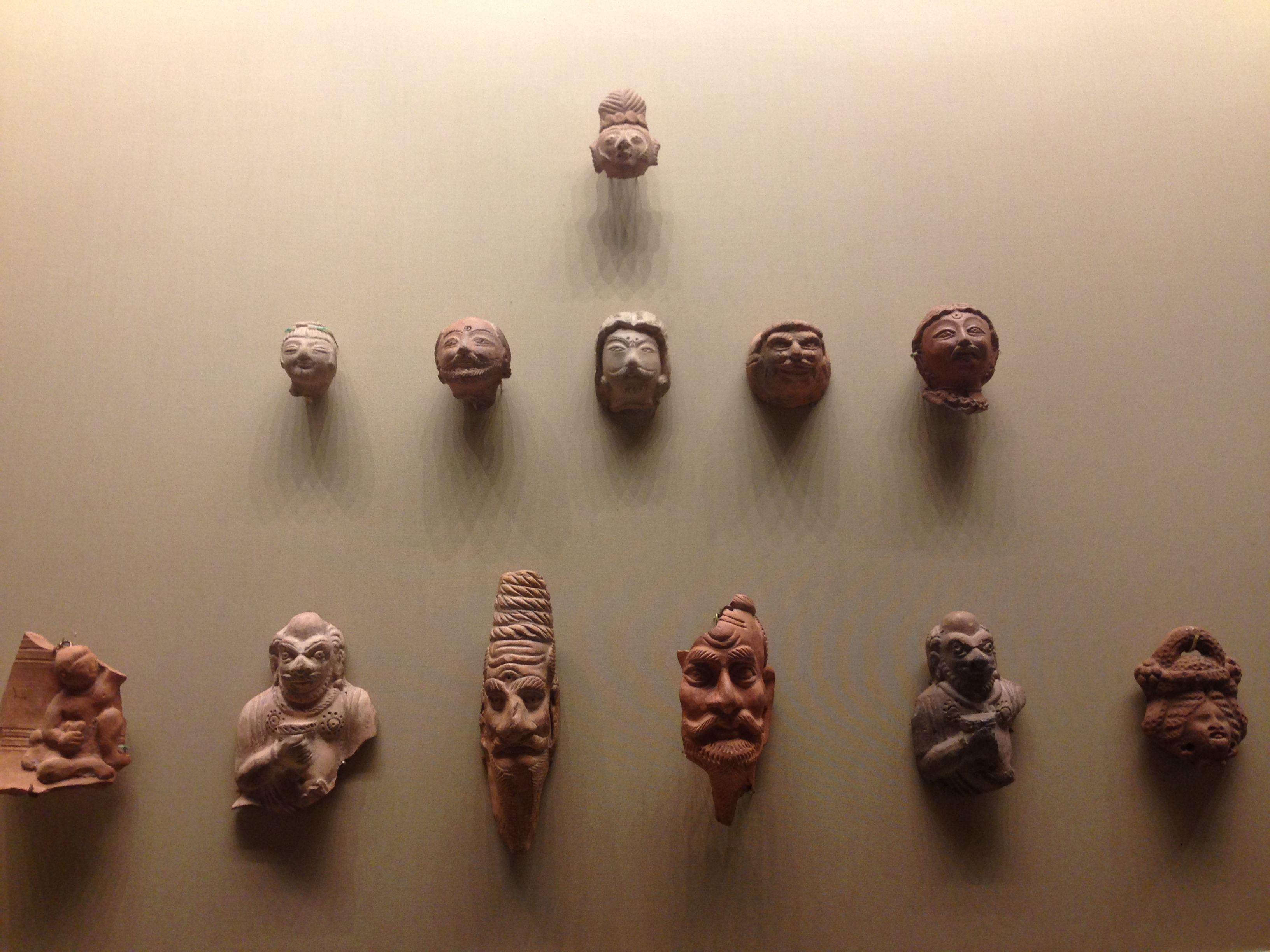
埃尔米塔日博物馆展出的陶塑
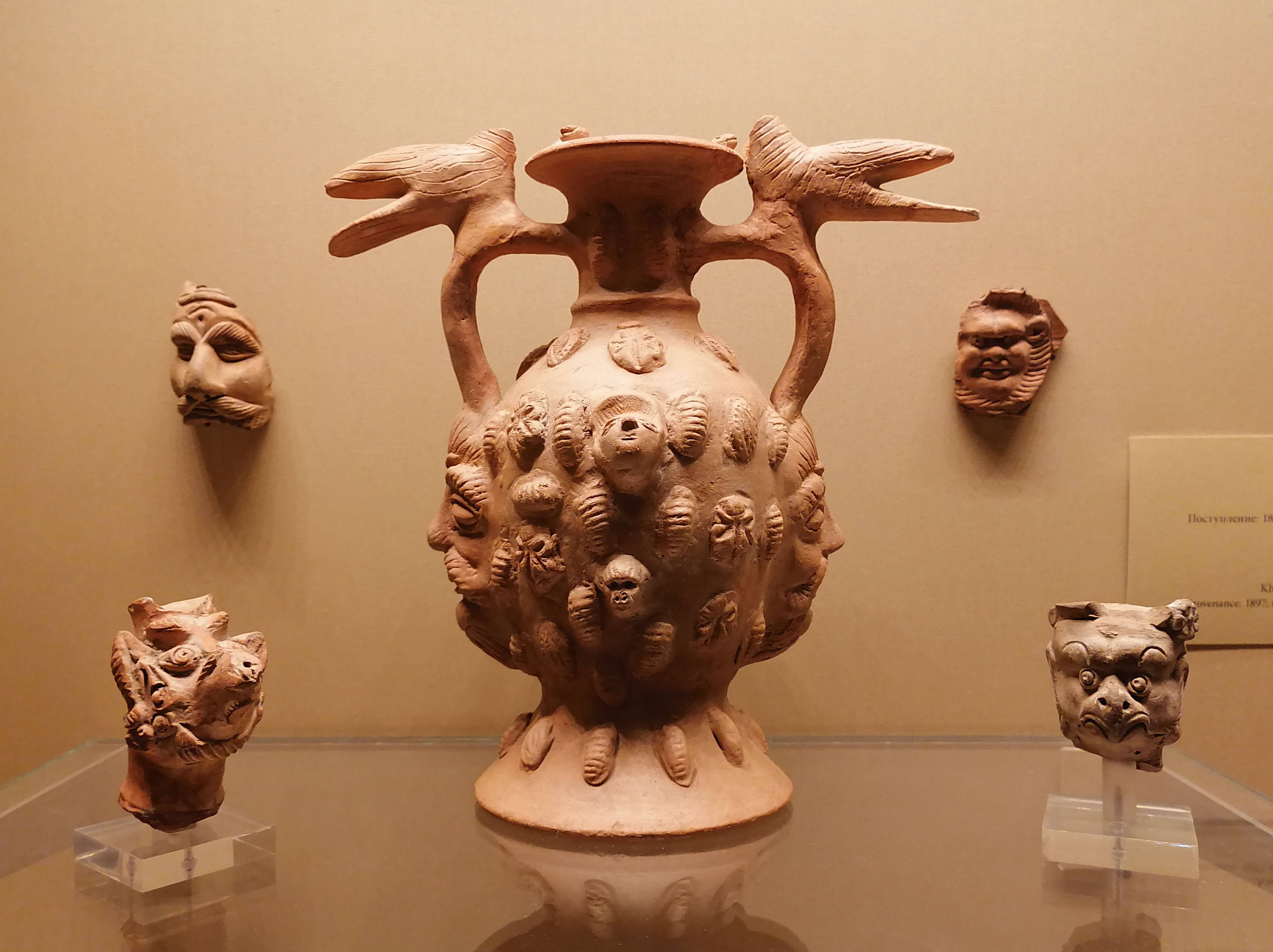
埃尔米塔日博物馆展出的双系瓶
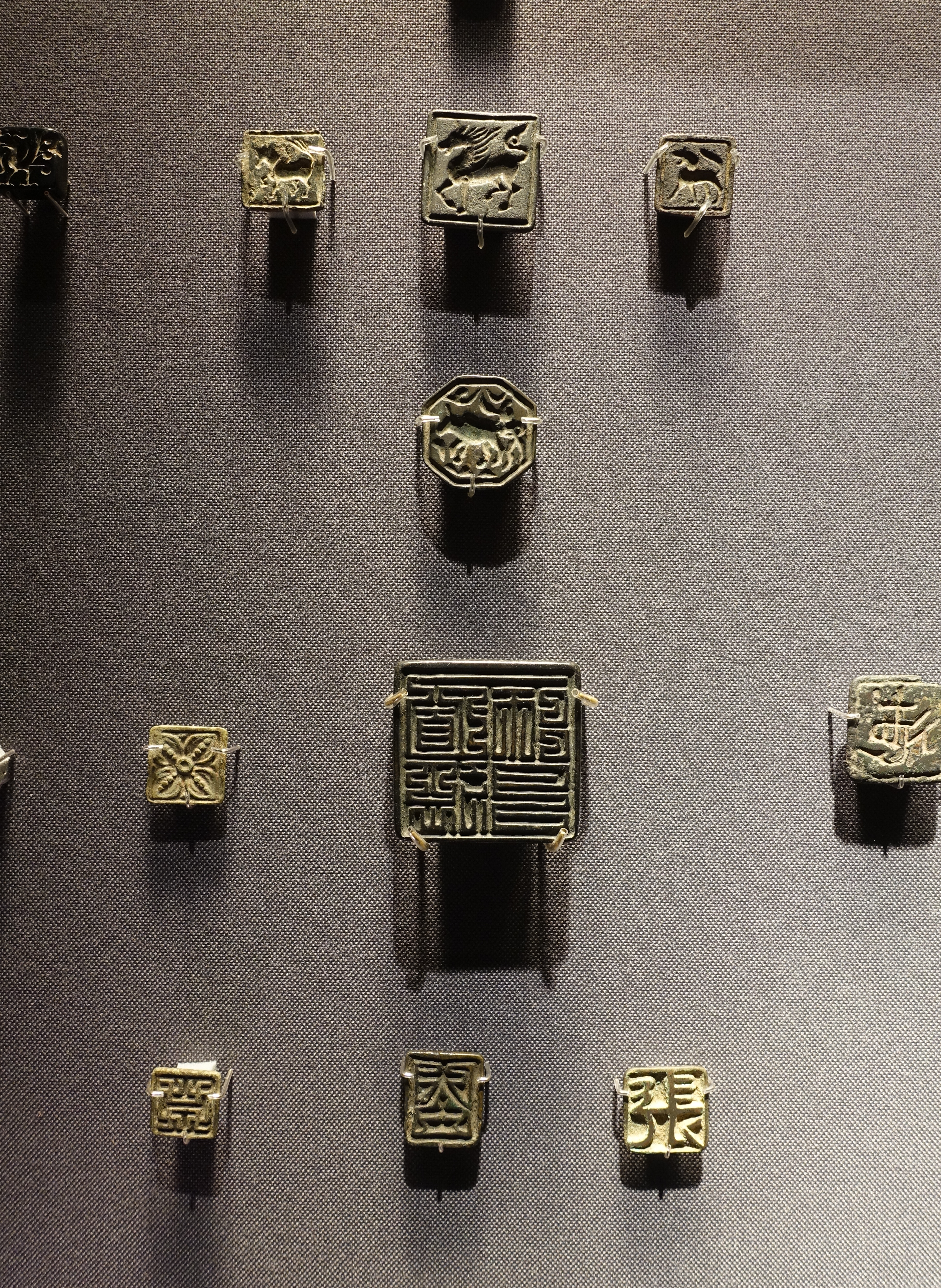
东京国立博物馆展出的印章
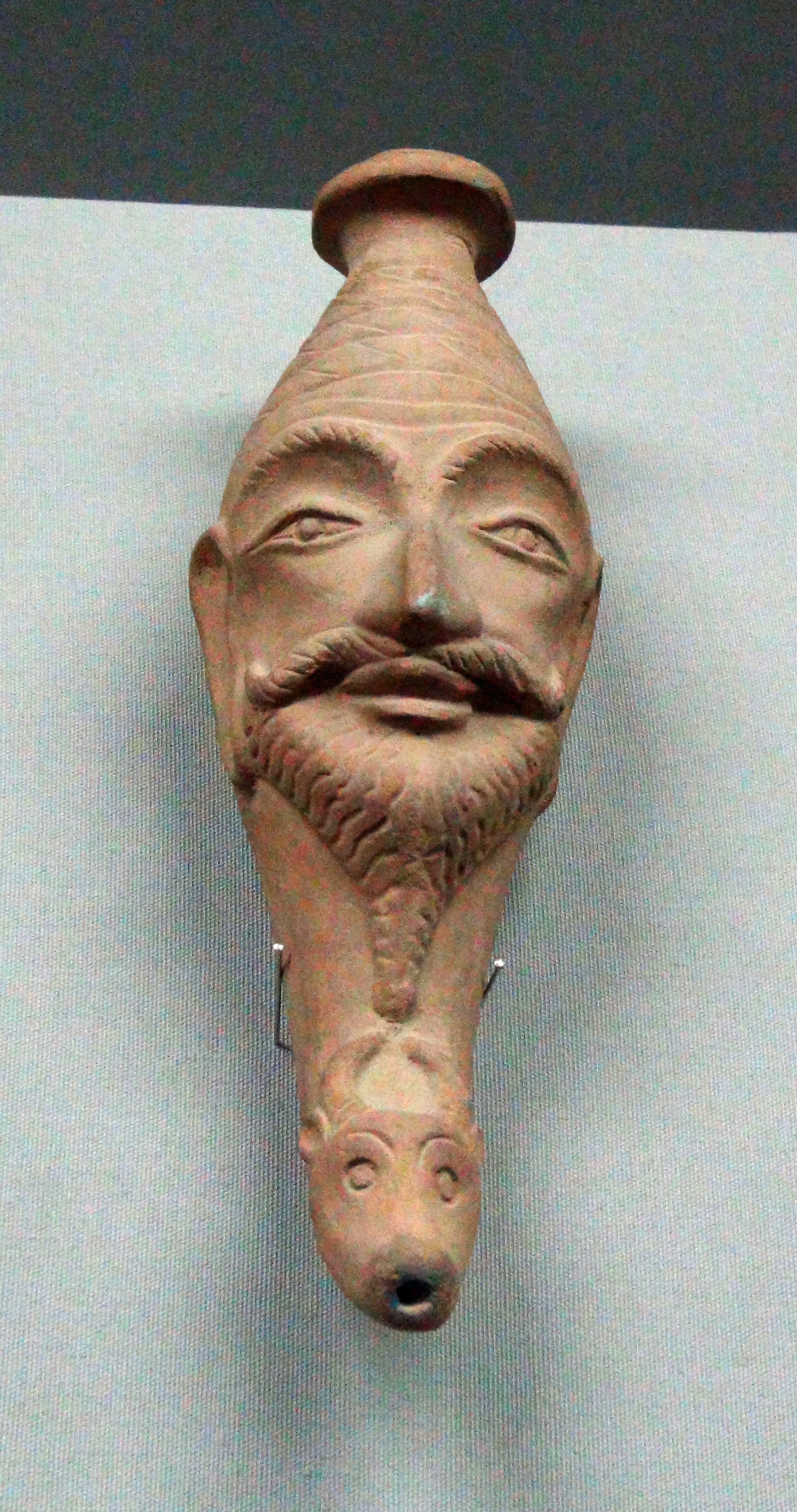
和田地区博物馆内展出的人面兽首陶塑来通

## 旅游开发
和田地区重点文化旅游项目“和田县巴格其核桃文旅小镇——约特干故城”由新疆果业集团有限公司建设，该项目在2019年立项，2020年3月开工，2022年7月21日开发，是和田地区首个民俗文旅项目。
约特干故城兴建在巴格其镇距离约特干遗址5公里处，占地156亩，建筑面积约7万平方米，总投资6亿元。通过布局演艺表演、美食街巷、民宿酒店、手工作坊、文化展馆等场景业态，以文化赋能和现代技术全景演绎的方式再现丝绸之路古于阗的盛景。截至2022年7月21日开城运营，已签约入驻商户200余家。八成的商户是和田当地传统美食传人和传统手工艺人。
约特干故城是一座红色方城，正门朝南，上书“玉玄门”，门前有两座喜狮。城内为以阿以旺民居为主的白色房屋，廊顶华丽，门窗为蓝色。根据约特干故城文旅项目总设计师康拥军称，故城的建筑风格是根据敦煌454窟壁画上保留了一幅10世纪左右的于阗王国都城壁画设计的。城内有玄奘广场、班超铜像、博望街、苏密古堡、七凤塔等建筑，还有以柳树枝笆子墙围成的房屋。
约特干故城的“行浸式”演出《万方乐奏有于阗》分日夜两场，据总导演李娜称，该演出自2021年7月开始创作，2022年1月开始排练，5月初试演出后优化，参与演出的各族演员有209名。演出白天的主题称“十方百戏”，展示有粟特商队、民间百态等市井风情。夜间主题为“故城故事”，主要为重现于阗王国繁华盛景。